# The Hu
The Hu (nome comumente grafado como The HU) é uma banda de heavy metal folclórico proveniente da Mongólia, mais especificamente da cidade de Ulan Bator, a capital do país. A canção "Wolf Totem" recebeu um disco de ouro no Canadá.
Ainda que o estilo musical executado pelo grupo seja basicamente heavy metal mesclado com a música tradicional mongol, seus integrantes se definem como sendo um grupo de Hunnu Rock (ou rock huno, em homenagem a seus ancestrais, aqueles que sob o comando de Átila assolaram a Europa), sendo hu a raiz etimológica mongol para o termo "humano". Suas músicas são executadas com instrumentos usuais ao heavy metal, mas também com alguns típicos da Mongólia, como o morin khuur (um instrumento de cordas, que é um dos mais importantes no âmbito do folclore do povo mongol, instrumento este que é provido de apenas duas cordas – normalmente feitas com crina de cavalo – e que foi classificado, em 2008, pela UNESCO como Património Cultural Imaterial da Humanidade.) e o topshur (um instrumento de ponteio provido de duas cordas), além de técnicas de xöömej (também grafado como xöömei), uma espécie de canto típico dos povos mongóis, efetuado diretamente a partir da garganta. Em certo aspecto, o hunnu rock pode ser definido como sendo o folk rock mongol. Os integrantes da banda se apresentam, usualmente, em trajes típicos de sua região de origem, o que reforça o caráter folclórico de sua proposta musical.
A banda anunciou que o lançamento de seu primeiro álbum deve ocorrer durante o ano de 2019, álbum este cuja gravação o grupo esteve preparando desde novembro de 2018, ainda que algumas músicas tenham sido criadas há alguns anos. Dois vídeos do The Hu já foram disponibilizados no site de vídeos YouTube, em fins de 2018. Em 11 de fevereiro de 2019, o vídeo da música Yuve Yuve Yu, no referido site, já contava com quase nove milhões de visualizações (no dia seguinte]], o número de visualizações já ascendia a mais de 9 milhões e 40 mil visualizações); o da música Hunnu Guren, com quase 415.000. O título provisoriamente escolhido para o álbum de estreia do grupo é Gereg, que era o nome dado a um tipo de passaporte diplomático na época de Gengis Khan.
Seu segundo disco foi considerado o 15º álbum de metal mais antecipado de 2022 pela Metal Hammer.

## Turnê europeia
No primeiro semestre de 2019, o The Hu deu início a uma turnê pela Europa, se apresentando em vários festivais de verão pelo continente. Desta forma, a banda se apresentou no Sama’Rock Festival e no Eurockeennes De Belfort Festival, ambos na França, no Download Festival (Reino Unido), no Tons of Rock Festival (na Noruega) e no Graspop Festival (na Bélgica), além de apresentações avulsas pelo Reino Unido, em cidades como Brighton, Manchester, Bristol, Glasgow e Londres, além de Amsterdam, na Holanda e Varsóvia, na Polônia.

## Formação atual
- TS.Galbadrakh - vocal principal e morin khuur
- N.Temuulen.- topshur.
- G.Nyamjantsan.- vocal, tumur khuur (um tipo de harpa), tsuur (um tipo de flauta artesanal, típica dos povos mongóis) e flauta comum.
- B.Enkhsaikhan.- vocal gutural e morin khuur.

## Discografia

### Singles
- Yuve Yuve Yu (2018)
- Wolf Totem (2018)
- Shoog Shoog (2019)
- The Great Chinggis Khaan (2019)